# Onchidiopsis glacialis
Onchidiopsis glacialis là một loài ốc biển nhỏ with a transparent internal shell, là động vật thân mềm chân bụng sống ở biển trong họ Velutinidae. Because the shell is mostly internal, the snail resembles a sea slug in general appearance.

## Phân bố
Distribution của Onchidiopsis glacialis include vùng biển Châu Âu.

## Miêu tả
The maximum recorded (shell?) length is 18 mm.

## Môi trường sống
Độ sâu nhỏ nhất ghi nhận được là 4 m. Độ sâu lớn nhất ghi nhận được là 300 m.